# 努爾蘭·尼格馬圖林
努爾蘭·尼格馬圖林（羅馬化：Nūrlan Zairollaūly Nyğmatulin，發音：[no̙rlɑn zɑjroɫˈɫɑo̙ɫə nɯɣmɑtʊwlin]；1962年8月31日—），哈薩克政治家，自2016年6月22日至2022年2月1日擔任馬日利斯主席。在此之前，他曾任哈薩克斯坦總統辦公廳主任，2009年至2012年任努爾奧坦第一副手，2006年任卡拉干達州州長到2009年。

## 早年生活及生涯
努爾蘭·尼格馬圖林出生於卡拉干達的一個哈薩克穆斯林家庭，是Zairullah Nigmatulin和Zainab Kariyeva的兒子。1984年畢業於卡拉干達技術大學機械工程師。同年，他成為一名工程師，並擔任Karagandaoblgaz Enterprise車隊的負責人。1985年至1990年，尼格馬圖林任哈薩克共青團第一書記、中央青年委員會共青團組織部副部長、書記、哈薩克卡拉干達列寧青年委員會第一書記。
1989年畢業於共青團中央莫斯科人文大學政治學專業。 1990年至1993年，尼格馬圖林擔任哈薩克青年組織委員會主席。1993年任騰格里哈美合資企業總裁。1995年至1999年，尼格馬圖林任國家監察員、總統府組織控制部副部長。

## 政治生涯
1999年，他成為阿斯塔納的副市長。2002年至2004年任哈薩克交通運輸部副部長。2004年6月，尼格馬圖林出任總統辦公廳副主任兼組織控制工作和人事政策司司長。 2006年1月19日，尼格馬圖林被任命為卡拉干達州州長。2009年11月19日至 2012年9月24日，他擔任祖國之光第一副主席。
在2012年哈薩克立法選舉中，尼格馬圖林從祖國之光名單中當選為馬日利斯成員。在第一次會議上，他於2012年1月20日被選為馬日利斯主席以及祖國之光議會領袖。
2014年4月3日，他被任命為哈薩克總統府負責人。2014年10月至2014年11月，尼格馬圖林擔任哈薩克代理國務秘書。
2016年6月21日，尼格馬圖林再次成為馬日利斯的成員，第二天6月22日，他被一致推選為主席。2019年8月22日，尼格馬圖林被選為祖國之光的議會領袖。
2021年1月14日，他被一致推選為哈薩克議會馬日利斯祖國之光黨派領袖。
2021年1月15日全票當選哈薩克議會馬日利斯主席。

## 個人生活
努爾蘭·尼格馬圖林是一名虔誠的穆斯林。
尼格馬圖林與Venera Baimirzayeva結婚並育有三個孩子：努爾詹、努爾汗和馬迪亞爾。他還有五個孫子和孫女：阿克巴、塔希爾、阿布萊、艾薩拉、阿德爾。他的雙胞胎兄弟埃爾蘭（生於1962年）是哈薩克馬日利斯和參議院的前成員。他的兄弟阿爾金（生於1955年）擔任Saryarka Hockey Club LLP的董事，並且是Karaganda Maslihat的成員。尼格馬圖林喜歡網球和足球。